# Schradera exotica
Schradera exotica är en måreväxtart som först beskrevs av Johann Friedrich Gmelin, och fick sitt nu gällande namn av Paul Carpenter Standley. Schradera exotica ingår i släktet Schradera och familjen måreväxter. Inga underarter finns listade i Catalogue of Life.